# Coupe des clubs champions européens de futsal 1984-1985
Navigation
1985-1986
La Coupe des champions de futsal 1984-1985 est la première édition de la Coupe des clubs champions européens de futsal. Le tournoi a lieu les 4 et 5 janvier 1985 à Viterbe, en Italie, et voit quatre clubs s'affronter.
Le club belge du ZVC Hoboken remporte la première compétition continentale de l'histoire du futsal européen, après prolongation face à son voisin néerlandais du FC Kras Boys.

## Organisation

### Format
La compétition se joue en tournoi à élimination directe sur un seul match et dans un lieu fixe.

### Clubs participants et effectifs
Quatre équipes championnes nationales en titre sont invitées à la compétition : Chaston de La Corogne (Espagne), Kras Boys (Pays-Bas), Roma Barilla (Italie) et le ZVC Hoboken (Belgique).
| Club          | Joueurs | Entraîneur |
| ------------- | --- | ---------- |
| Chastón Egasa | Fernandez, Perez, Suarez, Del Castillo, Olaiz, Da Silva, Moure, Cortez                                            | Filgueiras |
| ZVC Hoboken   | De Leender, De Cock, Goris, Stam, Van Overloop, Pittoors, Thienaert, De Bruyn, Corstiaans                         | Troyta     |
| FC Kras Boys  | P. Kes, Kras, Kwakman, D. Kes, De Boer, Silven, Veerman, Tol                                                      | Smit       |
| Roma Barilla  | Di Bartolomei, Ferretti, Giontella, Bianchi, Albanese, Gambardella, Ronconi, Filippini, Giuliano, Zenari, Rotondi | Forte      |

## Compétition

### Tableau
|  | Demi-finales   | Demi-finales   |                        |      | Finale         | Finale         |
|  | Demi-finales   | Demi-finales   |                        |      | Finale         | Finale         |
|  |                |                |                        |      |                |                |
|  | 4 janvier 1985 | 4 janvier 1985 |                        |      | 5 janvier 1985 | 5 janvier 1985 |
|  | 4 janvier 1985 | 4 janvier 1985 |                        |      | 5 janvier 1985 | 5 janvier 1985 |
|  | Roma Barilla   | 1              |                        |      | 5 janvier 1985 | 5 janvier 1985 |
|  | Roma Barilla   | 1              |                        |      | 5 janvier 1985 | 5 janvier 1985 |
|  | ZVC Hoboken    | 2              |                        |      | 5 janvier 1985 | 5 janvier 1985 |
|  | ZVC Hoboken    | 2              | ZVC Hoboken            | 4 ap |                |                |
|  |                |                | ZVC Hoboken            | 4 ap |                |                |
|  |                | FC Kras Boys   | 3                      |      |                |                |
|  | FC Kras Boys   | FC Kras Boys   | 3                      | 3    |                |                |
|  | FC Kras Boys   |                |                        | 3    |                |                |
|  | Chastón        | 1              |                        |      |                |                |
|  | Chastón        | 1              | Match pour la 3e place |      |                |                |
|  |                |                |                        |      |                |                |
|  |                |                |                        |      |                |                |
|  |                |                |                        |      |                |                |
|  | Roma Barilla   | 2              |                        |      |                |                |
|  | Roma Barilla   | 2              |                        |      |                |                |
|  | Chastón        | 4              |                        |      |                |                |
|  | Chastón        | 4              |                        |      |                |                |

### Demi-finales
| 4 janvier 1985 | Roma Barilla      | 1 – 2 | ZVC Hoboken                | Viterbe            |                    |
|                | De Cock 22e (csc) |       | 21e De Cock · 25e De Bruyn | Arbitrage : Cicala | Arbitrage : Cicala |

| 4 janvier 1985 | FC Kras Boys                         | 3 – 1 | Chastón Egasa | Viterbe             |                     |
|                | De Boer 15e · Veerman 33e · Kras 40e |       | 48e Olaiz     | Arbitrage : Buccini | Arbitrage : Buccini |

### 3eplace
| 5 janvier 1985 | Roma Barilla              | 2 – 4 | Chastón Egasa                 | Viterbe                |                        |
|                | Bianchi 4e · Ferretti 22e |       | Suarez 6e 10e 44e · 49e Perez | Arbitrage : Castagnoli | Arbitrage : Castagnoli |

### Finale
| 5 janvier 1985 | ZVC Hoboken                                                 | 4 – 3 ap        | FC Kras Boys                           | Viterbe               |                       |
|                | Pittoors 2e · De Bruyn 19e · De Cock 49e · Van Overloop 60e | (2-0, 3-3, 3-3) | 30e De Boer · 47e Silven · 48e Veerman | Arbitrage : Gasparoni | Arbitrage : Gasparoni |

### Classement final
| # | Club               |
| - | ------------------ |
| 1 | ZVC Hoboken        |
| 2 | FC Kras Boys       |
| 3 | Chaston La Corogne |
| 4 | Roma Barilla       |